# 太白警察署
太白警察署（テベクけいさつしょ）は、江原地方警察庁所管の警察署である。

## 管轄区域
- 太白市

## 沿革
- 1945年10月21日 -　三陟警察署長省支所設置。
- 1948年11月1日 - 長省警察署に昇格。
- 1961年7月26日 - 三陟警察署長省支所に格下げ。
- 1965年10月1日 - 長省警察署復活
- 1981年7月1日 - 太白市発足に伴い太白警察署に改称。

## 管轄地区隊
- 黄池地区隊

## 管轄派出所
- 長省派出所
- 鉄岩派出所
- 所道派出所
- 蓮花派出所

## 管轄治安センター
- 士助治安センター
- 禾田治安センター